# الاتحاد الفلسطيني للننشاكو
اتحاد الننشاكو الفلسطيني هو اتحاد رياضي تأسس في فلسطين عام 1994. يقع مقره الرئيسي في المركز الأوليمبي في مدينة غزة، ويشغل جمال العقيلي في الوقت الحالي منصب رئيس الاتحاد.

## لمحة تاريخية
ظهرت رياضة الننشاكو على الساحة الرياضية في فلسطين في قطاع غزة في بدايات عام 1975 على يد المدرب بدر أحمد العقيلي، الذي بدأ بتدريب عدد من اللاعبين في نادي غزة الرياضي إلى أن خرج للنور أول فوج من المتدربين في أول عام 1976. وبسبب الظروف السياسية، ظلت رياضة الننشاكو تمارس على نطاق محدود في قطاع غزة حتى عام 1976 عندما أدخل المدرب جمال العقيلي رياضة الننشاكو إلى عدد من الأندية والمعاهد والمراكز الموجودة في مختلف أنحاء قطاع غزة، ثم أخذت اللعبة في الإنتشار لتصل إلى مدن القدس والخليل وجنين ومختلف مدن وبلدات الضفة الغربية، ثم جاء تأسيس اتحاد الننشاكو الفلسطيني في يناير (كانون الثاني) عام 1994 تحت قيادة جمال العقيلي ليزداد انتشار اللعبة ويصل عدد لاعبيها المسجلين لدى الاتحاد في ربوع فلسطين إلى أكثر من ثلاثة آلاف لاعب بحلول عام 1996. استطاع لاعبو الاتحاد منذ ذلك الحين حصد وإحراز العديد من الألقاب والميداليات في البطولات والفعاليات الدولية، ففي عام 2013 حقق اتحاد الننشاكو الفلسطيني المركز الأول عالميا في البطولة الدولية للكوبودو، والتي أقيمت في العاصمة الروسية موسكو.

## الأنشطة
يتولى اتحاد الننشاكو الفلسطيني نشر رياضة الننشاكو في مختلف أنحاء فلسطين، واستقطاب اللاعبين من مدن وبلدات الضفة الغربية وقطاع غزة، وإعداد البرامج التدريبية وتأهيل المدربين، وتلقي الدعوات للمشاركة في البطولات الخارجية في اللعبة، وتنظيم الفعاليات والبطولات والمنافسات المحلية في رياضة الننشاكو بما في ذلك منافسات القتال الحر والاستعراض والكاتا أو القتال الوهمي.

## البطولات
نجح اتحاد الننشاكو الفلسطيني منذ تأسيسه في تنظيم العديد من الفعاليات والبطولات في اللعبة، ومن أهم البطولات التي نظمها الاتحاد ما يلي:
- بطولة الانتصار والتحرير للننشاكو.[4]

## الأندية المنتسبة للاتحاد
ينتسب لاتحاد الننشاكو الفلسطيني الأندية التالية:
| اسم النادي                           | المدينة        |
| ------------------------------------ | -------------- |
| نادي إسلام سلوان                     | القدس          |
| المعهد الفلسطيني الرياضي             | الزيتون        |
| مركز الأقصى                          | الزيتون        |
| نادي القدس الرياضي                   | الزيتون        |
| نادي الزيتون الرياضي                 | الزيتون        |
| معهد الزيتون الرياضي                 | الزيتون        |
| المركز العالي لفنون الدفاع عن النفس  | الزيتون        |
| المعهد الفلسطيني لألعاب القوى        | الرمال         |
| نادي الهلال الرياضي                  | الرمال         |
| معهد شاولين                          | الرمال         |
| المركز الأولمبي                      | الرمال         |
| جمعية معهد الشباب الفلسطينية         | الرمال         |
| معهد نمور الجنوب                     | خان يونس       |
| نادي الجمعية الإسلامية               | خان يونس       |
| المعهد الفلسطيني                     | خان يونس       |
| نادي خدمات خان يونس                  | خان يونس       |
| لمؤسسة الإسلامية                     | الشجاعية       |
| معهد شاولين الرياضي                  | الشجاعية       |
| مركز الشهيد برهام الجعبري            | الشجاعية       |
| نادي الشجاعية الرياضي                | الشجاعية       |
| جمعية الشابات المسلمات               | الشيخ رضوان    |
| النادي الأهلي                        | الشيخ رضوان    |
| معهد الصحة والقوة                    | الشيخ رضوان    |
| الجمعية الإسلامية                    | معسكر الشاطئ   |
| المدرسة العليا للجيت كندو            | معسكر الشاطئ   |
| نادي الصداقة                         | الشاطئ الشمالي |
| نادي التفاح الرياضي                  | التفاح         |
| جمعية الصلاح                         | دير البلح      |
| معهد دير البلح لفنون الدفاع عن النفس | دير البلح      |
| معهد وبنج تشان                       | الصبرة         |
| معهد السامر الرياضي                  | النصيرات       |
| معهد رفح الرياضي                     | رفح            |
| مدرسة النصر                          | النصر          |
| نادي الجامعة الإسلامية (فتيات)       | غزة            |
| مركز أطفالنا الصم                    | غزة            |
| نادي المشتل الرياضي                  | غزة            |
| نادي الجامعة الإسلامية               | غزة            |

## الرؤساء
يوضح الجدول التالي قائمة رؤساء اتحاد الننشاكو الفلسطيني منذ تأسيسه وحتى الآن:
| الرئيس       | تاريخ تولي المنصب | تاريخ ترك المنصب |
| ------------ | ----------------- | ---------------- |
| جمال العقيلي | 1994              |                  |
| هيثم عايش    |                   |                  |